# Продужење кости
Продужење кости, хируршка елонгације или дистракциона остеогенеза је хируршка процедура која се користи ортопедској хирургији за исправљање конгениталних малформација продужењем костију тела. Након кртикотомије која се користи за лом костију на два дела, приступа се лаганом раздвајању оба краја што омогућава формирање нове кости у новом простору. Када се постигне жељена или могућа дужина, прелази се у фазу консолидације у којој се омогућава зацељивање костију. Предност поступка је истовремено повећање дужине костију и запремине околних ткива.
Иако се продужење костију углавном користило у подручју ортопедске хирургије, почетни резултати код пацова и људи указали су на то да би овај поступак могао бити користан и у исправљању деформација вилице, па се данас ова техника широко користи у оралној и максилофацијалној хирургији за корекцију различитих коштаних проблема.

## Терминологија
У литературу ову методу лечења користи се термин „дистракциона остеогенеза“. Међутим, по мишљењу неких лекара, ово је потпуно погрешно, јер се отклањање различитих неразвијености и недостатака костију врши само уз помоћ хируршке методе. У енциклопедијском речнику медицинских појмова (1998) реч остеосинтеза означава хируршки метод повезивања фрагмената костију и елиминисања њихове покретљивости уз помоћ уређаја за фиксирање, а остеогенеза се карактерише као процес формирања коштаног ткива. Постаје јасно да је хируршка метода у овом случају компресијско-дистракциона остеосинтеза, уз помоћ које се одвија процес формирања нове кости, или другим речима, остеогенеза. Осим тога, проучавајући домаћу и страну литературу, нигде нисмо нашли јасан концепт шта је компресијско-дистракциона остеосинтеза. Према томе хируршки метод повезивања фрагмената костију након остеотомије и елиминисања њихове покретљивости помоћу компресионо-дистракционих уређаја, као и утицаја на коштане фрагменте, регенерацију, мека ткива механичким факторима  компресије и дистракције са очуваном функцијом, обезбеђују се активни процеси остеогенезе, хистогенезе и ангиогенезе.

## Историја
Алесандро Кодивила 1905. године започео је са извођењем хируршких процедура за продужење доњих удова. Прве технике утицале су на појаву компликација и често нису успевале да постигну жељени циљ.
Техника руског ортопедског хирурга Гавриилa Абрамовичa Илизаровa била је велики напредак у овој области. Илизаров је развио поступак заснован на биологији костију и способности околног ткива да се регенерише под стресом, укључујући спољну фиксацију, Илизаровим апаратом, у облику модуларног прстена. Иако су сличне компликације и даље постојале (инфекције, посебно у пределу вијака, бол, иритација живаца и ткива), ова нова техника смањила је њихову учесталост и тежину, постижући жељени циљ.

## Техника
Посебном методом пресеку се кости (нпр ногу, бутна или потколеница), и минималном инвазивном методом, без значајног губитка крви, уграђују се спољни или унутрашњи фиксатори на пресецима кости после чега почиње развлачење фрагмената за по милиметар дневно. Током развлачења ствара са калус, нова кост на месту пресека, а за два до четири месеца на тај начин продужи се нпр. нога од пет до 12 центиметара.
Најчешће се посебно ради бутна или посебно потколенична кост, али понекад се то ради комбиновано, тако да за три месеца можемо да повећамо висина оперисане особа чак и за 15 центиметара.
Пре захвата обавезно се обављају лабораторијска и интернистичка провера здравственог стања пацијента, а, уз то, такође обавезно, иде и психијатријски преглед да би се видело да ли је код особе сврсисходна примена овакве процедуре. Тек ако пациојент успешно прође све прегледе може да рачуна на операцију и касније рехабилитацију и повећање своје висине.

## Ризици
Ризици укључују:
- инфекцију (укупно 5%, са 1% оних којима је потребно уклањање игле и заражене кости у 0,5%),
- кости неуспешно расту у жељеном смеру (између 7 и 9%),
- хардверска грешка (између 3 и 4,5%),
- непоштовање дистракционог протокола (4,5% укупно; преспоро 2% и пребрзо 0,5%),
- бол у 1% случајева који омета ток и завршетак поступка,
- оштећење доњег алвеоларног нерва  у 3,5% код дистракције мандибуле,[12]
- повреда пупољка зуба у 2%,
- повреда фацијалног нерва у 0,5% случајева.[1]